# عر (البيضاء)
عر هي إحدى قرى الجمهورية اليمنية. تتبع جغرافيا لمحافظة البيضاء و إداريًا لمديرية مكيراس. يبلغ تعداد سكانها 1044 نسمة حسب الإحصاء الذي أجري عام 2004.